# Wappen des Hochstifts Augsburg

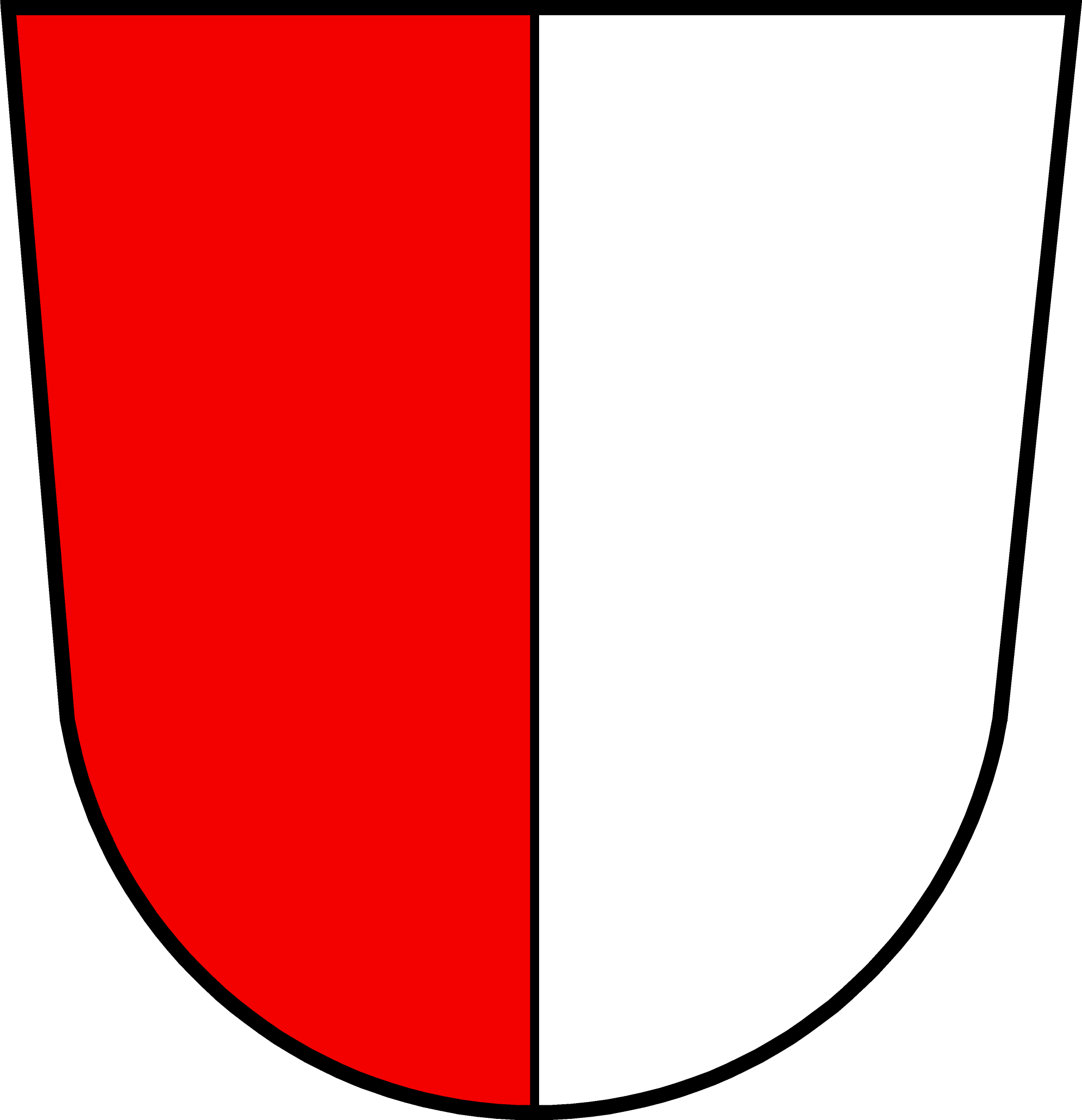
Wappen des Hochstifts Augsburg

Heutiges Wappen des Bistums Augsburg

Das Wappen des Hochstifts Augsburg war das Hoheitszeichen des Hochstifts Augsburg, dem weltlichen Herrschaftsbereich des Fürstbischofs von Augsburg. Es ist heute Bestandteil des Wappens des Bistums Augsburg.

## Blasonierung
Gespalten von Rot und Silber.

## Geschichte
Die Bischöfe von Augsburg trugen, wie die alten Feldzeichen des Herzogtums Schwaben, die Farben rot-weiß. Die ältesten Belege des Wappens finden sich im Codex Balduineum des Erzbischofs Balduin von Trier (1308–1354) und in der Zürcher Wappenrolle (1340). Die Farben des Augsburger Bischofs sind dort als von Rot und Weiß gespaltene Fahne überliefert.
Die älteste Siegeldarstellung stammt von 1345 aus der Zeit von Bischof Heinrich III. von Schönegg. In dem üblichen spitzovalen Thronsiegel mit dem sitzenden Bischof befindet sich unterhalb des Thrones in einem Dreiecksschild das gespaltene Schild.

## Ableitungen
Die rot-silberne Blasonierung findet sich in den Wappen einiger Orte wieder, die einst zum Hochstift Augsburg gehört haben.

Wappen von Bayerisch-Schwaben
Wappen der Stadt Augsburg
Wappen des Landkreises Augsburg bis 1972
Heutiges Wappen des Landkreises Augsburg[1]
Wappen der Stadt Wertingen
Wappen der Gemeinde Zusamaltheim
Wappen des Marktes Nesselwang
Wappen von Dinkelscherben
Wappen des Marktes Aislingen
Wappen der Gemeinde Ruderatshofen
Wappen von Mertingen
Wappen von Rettenbach
Wappen von Obermeitingen
Wappen der Gemeinde Ofterschwang
Wappen der Gemeinde Oy-Mittelberg
Wappen der Gemeinde Ziertheim
Wappen des Markts Münsterhausen
Wappen der Gemeinde Diedorf[2]
Wappen des Dorfes Eppisburg vor seiner Eingemeindung
Wappen des ehemaligen Landkreises Wertingen